# Yuri Oliveira Lima
Yuri Oliveira Lima, noto anche con lo pseudonimo di Yuri (San Paolo, 5 agosto 1994), è un ex calciatore brasiliano, di ruolo centrocampista.

## Biografia
Ha un fratello gemello, Yan, anch'egli calciatore.

## Caratteristiche tecniche
È un mediano.

## Carriera
Cresciuto nelle giovanili dell'Audax, ha esordito il 9 aprile 2014 in occasione del match del Campionato Paulista vinto 2-1 contro il Bragantino.

## Statistiche

### Presenze e reti nei club
Statistiche aggiornate al 23 marzo 2018.
| Stagione        | Squadra         | Campionato      | Campionato | Campionato | Coppe nazionali | Coppe nazionali | Coppe nazionali | Coppe continentali | Coppe continentali | Coppe continentali | Altre coppe | Altre coppe | Altre coppe | Totale | Totale | Totale |
| Stagione        | Squadra         | Comp            | Pres       | Reti       | Comp            | Pres            | Reti            | Comp               | Pres               | Reti               | Comp        | Pres        | Reti        | Pres   | Reti   |        |
| --------------- | --------------- | --------------- | ---------- | ---------- | --------------- | --------------- | --------------- | ------------------ | ------------------ | ------------------ | ----------- | ----------- | ----------- | ------ | ------ | ------ |
| 2013            | Audax           | A2/SP           | 0          | 0          | CB              | 0               | 0               |                    | -                  | -                  | CP          | 1           | 0           | 1      | 0      |        |
| 2015            | Audax           | A1/SP           | 1          | 0          | CB              | 0               | 0               |                    | -                  | -                  | CP          | 5           | 0           | 6      | 0      |        |
| 2015            | Audax Rio       | B/RJ            | 5          | 0          | CB              | 0               | 0               |                    | -                  | -                  |             | -           | -           | 5      | 0      |        |
| 2016            | Audax           | A1/SP           | 13         | 0          | CB              | 0               | 0               |                    | -                  | -                  |             | -           | -           | 13     | 0      |        |
| Totale Audax    | Totale Audax    | Totale Audax    | 14         | 0          |                 | 0               | 0               |                    | -                  | -                  |             | 6           | 0           | 20     | 0      |        |
| 2016            | Santos          | A1/SP+A         | 0+22       | 0+1        | CB              | 1               | 0               |                    | -                  | -                  |             | -           | -           | 23     | 1      |        |
| 2017            | Santos          | A1/SP+A         | 9+11       | 0          | CB              | 1               | 0               | CL                 | 2                  | 0                  |             | -           | -           | 23     | 0      |        |
| 2018            | Santos          | A1/SP+A         | 0          | 0          | CB              | 0               | 0               | CL                 | 0                  | 0                  |             | -           | -           | 0      | 0      |        |
| Totale carriera | Totale carriera | Totale carriera | 61         | 1          |                 | 2               | 0               |                    | 2                  | 0                  |             | 6           | 0           | 71     | 1      |        |

## Palmarès

### Club

#### Competizioni statali
- Taça Rio: 1

Fluminense: 2020